# 中華民國橄欖球協會
中華民國橄欖球協會是台灣橄欖球的管理機構，1946年11月成立，並於1986年加入國際橄欖球總會，對外以中華臺北橄欖球協會（Chinese Taipei Rugby Football Union，簡稱CTRFU）名義參加國際組織。

## 賽事
- 全國橄欖球錦標賽
- 全國七人制橄欖球錦標賽
- 全國中正盃橄欖球錦標賽
- 全國東森盃七人制橄欖球錦標賽

## 外部連結
- 中華民國橄欖球協會官方網站（页面存档备份，存于）
- 國際橄欖球總會官方網站（页面存档备份，存于）
- 中華民國橄欖球協會的Instagram帳戶